# Greatest Hits (Sublime)
Greatest Hits foi o primeiro álbum de coletânea da banda de Third-Wave Ska/Ska Punk estadunidense Sublime. 
O álbum foi realizado e lançado no ano de 1999, três anos após a morte por overdose de drogas  de Bradley Nowell, vocalista, guitarrista e compositor do trio. Este álbum celebrou os poucos singles do grupo após apenas oito anos de atividade e três álbuns lançados. A maioria das músicas presentes na coletânea, incluem canções do álbum Sublime, o qual foi o mais famoso entre os lançados, tendo a trágico falecimento, rompendo o sucesso e marcando o fim da banda.
Dentre as músicas, as faixas "What I Got" e "Wrong Way" são do formato multimídia, sendo videoclipes exibindo imagens de shows, bastidores e viagens, focando, principalmente, o falecido Bradley Nowell e homenagens de seus amigos, a seu respeito, aparecendo até Lou Dog, dálmata de estimação de Brad que sempre apareceu em fotos e clipes sendo considerado até, integrante da banda. O single "Doin' Time", original do álbum Sublime, foi lançado em conjunto com Greatest Hits conseguindo o 87º lugar no The Billboard Hot 100. O álbum ainda consegui o 114º lugar no Billboard 200 e o certificado Gold(Ouro) pela RIAA.

## Faixas
1. "What I Got" - 2:51 (original do álbum Sublime)
2. "Wrong Way" - 2:16 (original do álbum Sublime)
3. "Santeria" - 3:03 (original do álbum Sublime)
4. "40 Oz. to Freedom" - 3:02 (original do álbum 40 Oz. to Freedom)
5. "Smoke Two Joints" - 2:53 (original do álbum 40 Oz. to Freedom)
6. "Date Rape" - 3:37 (original do álbum 40 Oz. to Freedom)
7. "Saw Red" - 0:53 (original do álbum Robbin' the Hood)
8. "Badfish" - 3:04 (original do álbum 40 Oz. to Freedom)
9. "Doin' Time" - 4:14 (original do álbum Sublime)
10. "Pool Shark" - 0:57 (original do álbum Robbin' the Hood)

Faixas Multimídia
1. "What I Got" - 2:51 (original do álbum Sublime)
2. "Wrong Way" - 2:16  (original do álbum Sublime)

## Créditos
- Banda

Bradley Nowell – Guitarra, Vocal

Eric Wilson – Baixo, Órgão

Bud Gaugh – Bateria
- Participações

Miguel – Guitarra acústica

Jon Blondell – Trombone

Gwen Stefani – Vocais

David Kahne – Órgão
- Produção

Engenheiros: Eddie Ashworth, Donnell Cameron, Miguel, Stuart Sullivan;

Produtores: David Kahne, Paul Leary, Miguel;

Mixagem e programação: Warren Fitzgerald, David Kahne, Paul Leary, Miguel, Field Marshall;

Fotografia e encarte – John Dunne, Todd Gallopo.